# Yaoundé
Yaoundé (IPA: [ja.un.deɪ] sau [ja.un.'de]) este capitala Camerunului și al doilea mare oraș al statului ca populație, după Douala. Este situat în centrul țării la 750 metri deasupra nivelului mării.

## Galerie

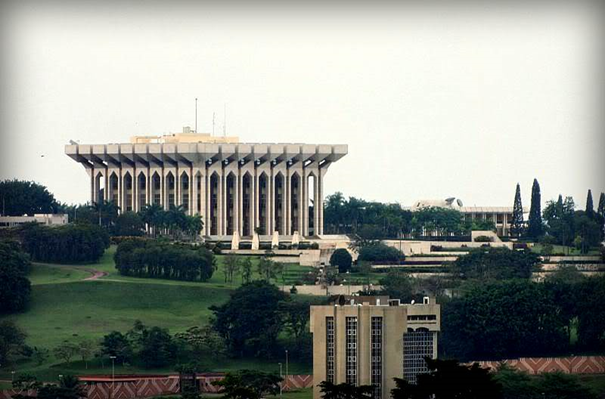
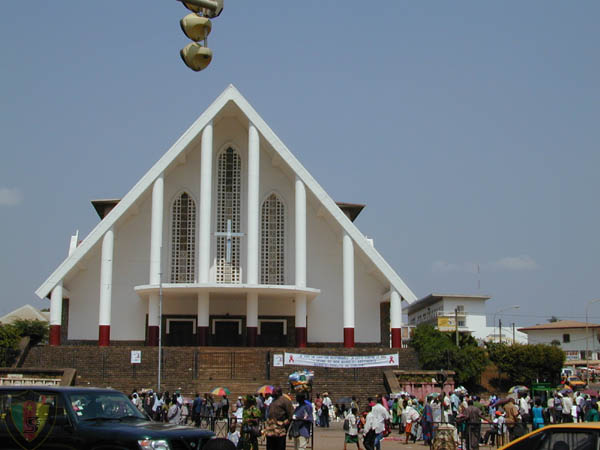
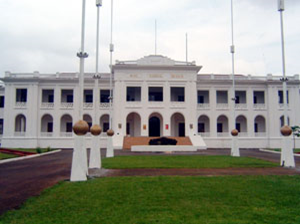
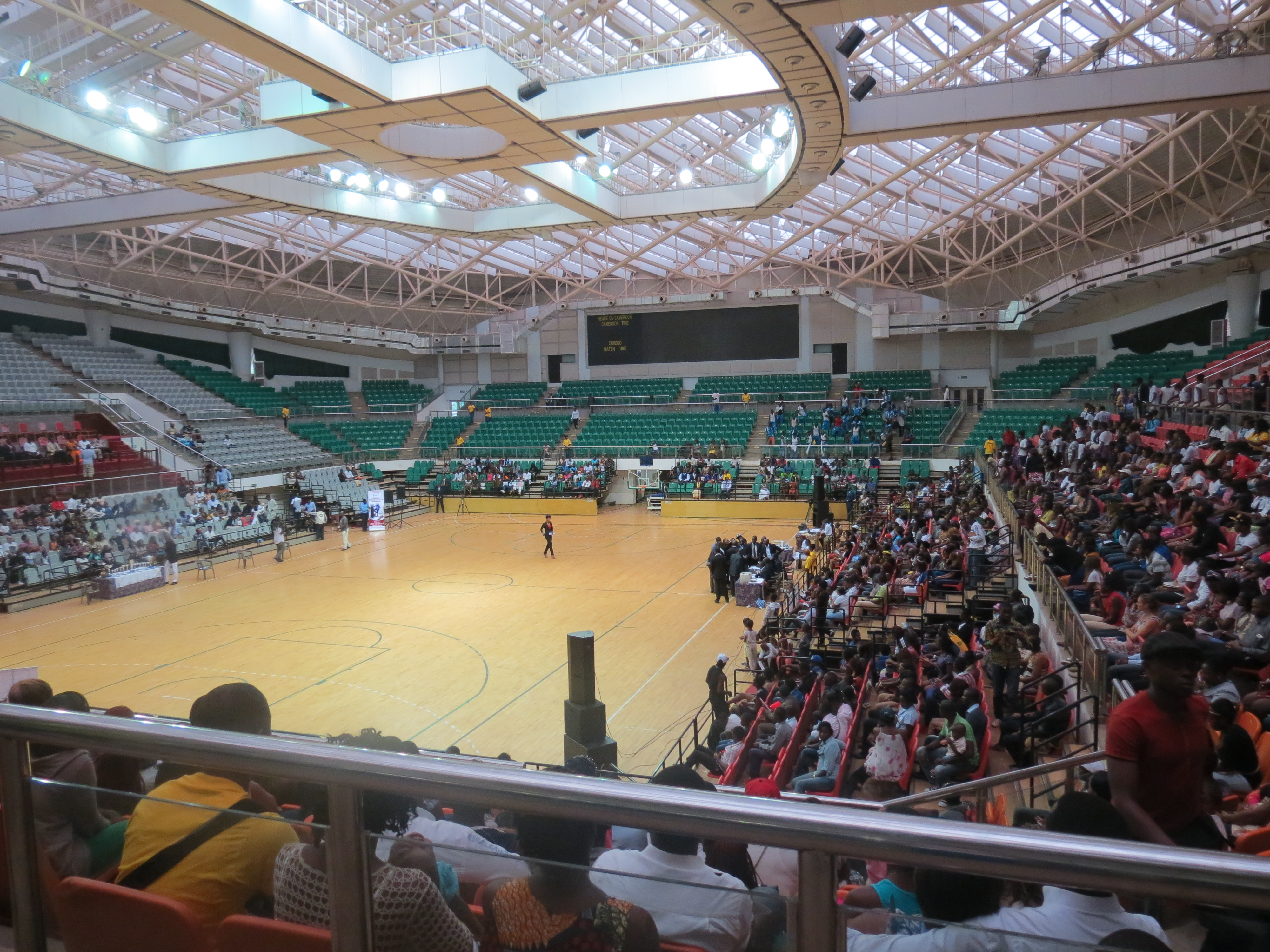
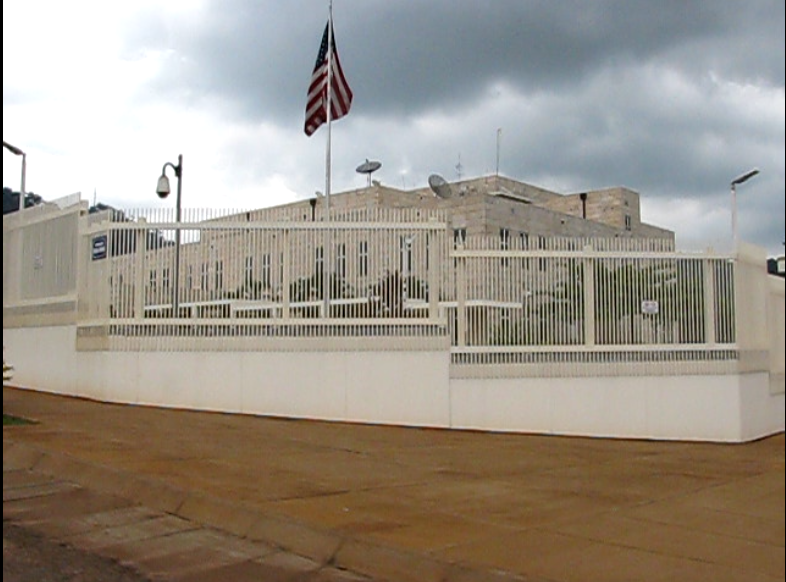
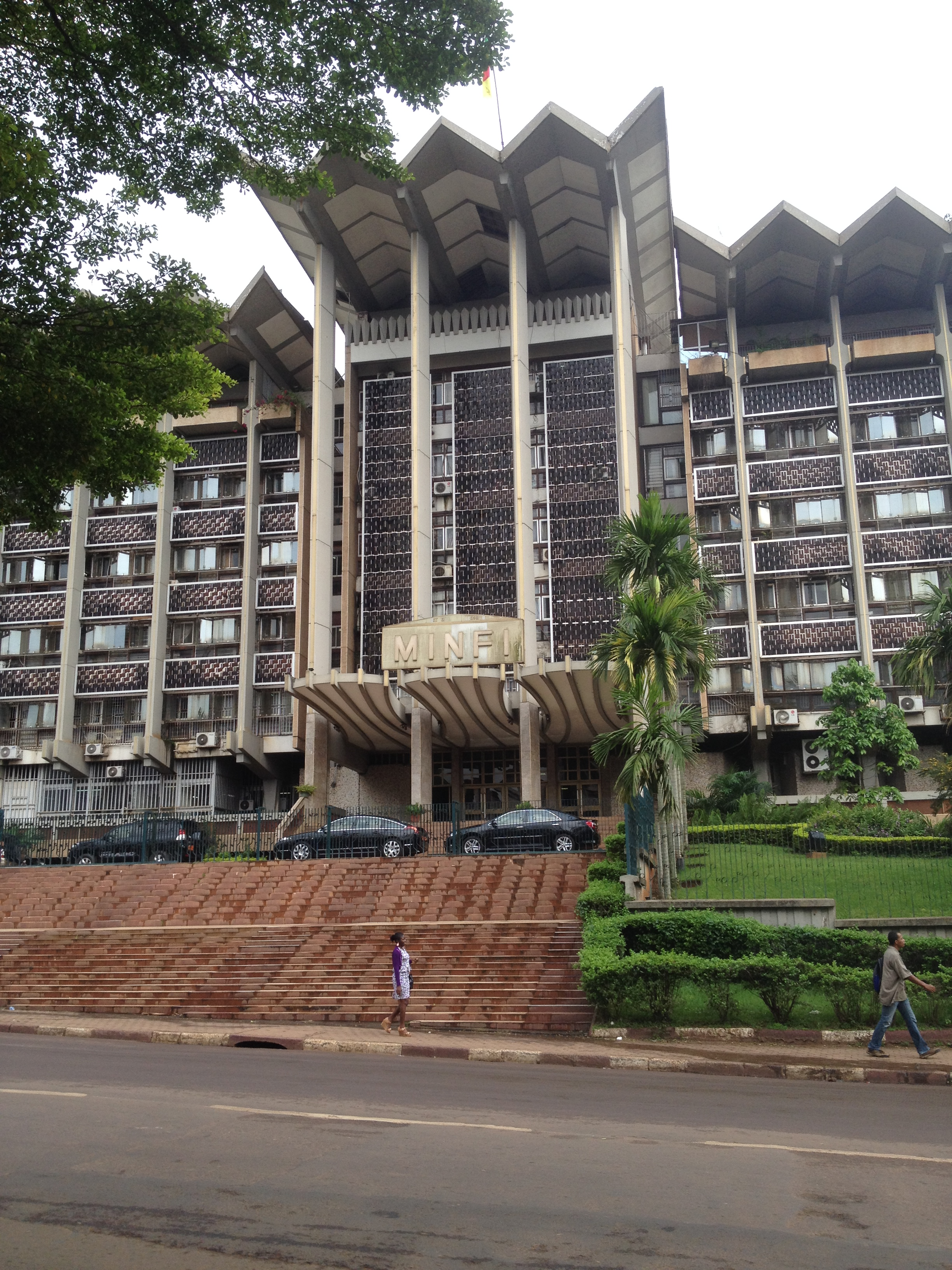
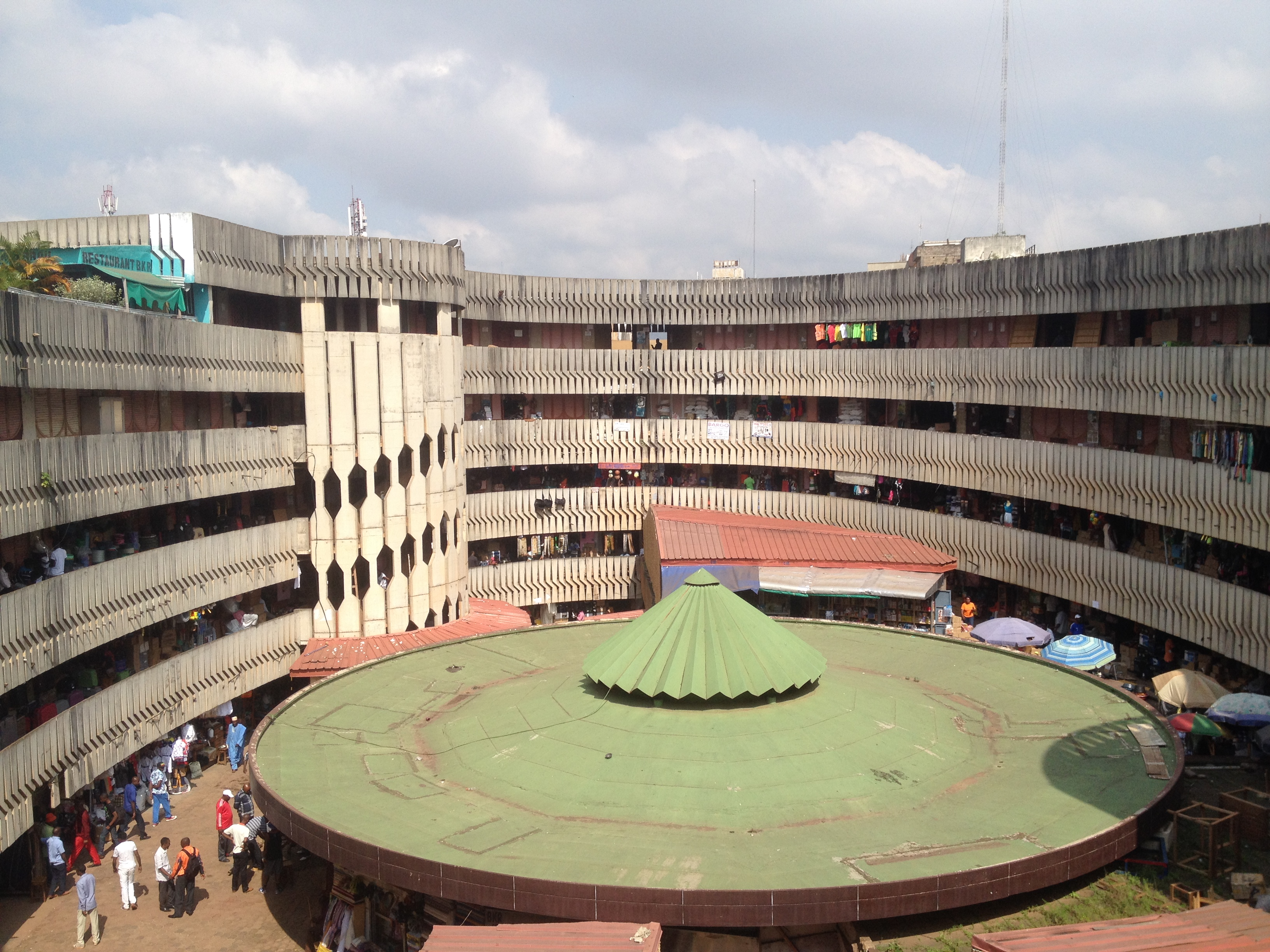

## Clima
| Date climatice pentru Yaoundé                                                       | Date climatice pentru Yaoundé | Date climatice pentru Yaoundé | Date climatice pentru Yaoundé | Date climatice pentru Yaoundé | Date climatice pentru Yaoundé | Date climatice pentru Yaoundé | Date climatice pentru Yaoundé | Date climatice pentru Yaoundé | Date climatice pentru Yaoundé | Date climatice pentru Yaoundé | Date climatice pentru Yaoundé | Date climatice pentru Yaoundé | Date climatice pentru Yaoundé |
| Luna                                                                                | Ian                           | Feb                           | Mar                           | Apr                           | Mai                           | Iun                           | Iul                           | Aug                           | Sep                           | Oct                           | Nov                           | Dec                           | Anual                         |
| ----------------------------------------------------------------------------------- | ----------------------------- | ----------------------------- | ----------------------------- | ----------------------------- | ----------------------------- | ----------------------------- | ----------------------------- | ----------------------------- | ----------------------------- | ----------------------------- | ----------------------------- | ----------------------------- | ----------------------------- |
| Maxima medie °C (°F)                                                                | 29.6 (85,3)                   | 31.0 (87,8)                   | 30.4 (86,7)                   | 29.6 (85,3)                   | 28.8 (83,8)                   | 27.7 (81,9)                   | 26.5 (79,7)                   | 26.5 (79,7)                   | 27.5 (81,5)                   | 27.8 (82)                     | 28.1 (82,6)                   | 28.5 (83,3)                   | 28,5 (83,3)                   |
| Media zilnică °C (°F)                                                               | 24.6 (76,3)                   | 25.7 (78,3)                   | 25.4 (77,7)                   | 25.0 (77)                     | 24.5 (76,1)                   | 23.8 (74,8)                   | 23.2 (73,8)                   | 22.9 (73,2)                   | 23.4 (74,1)                   | 23.5 (74,3)                   | 23.9 (75)                     | 24.0 (75,2)                   | 24,16 (75,48)                 |
| Minima medie °C (°F)                                                                | 19.6 (67,3)                   | 20.3 (68,5)                   | 20.3 (68,5)                   | 20.3 (68,5)                   | 20.2 (68,4)                   | 19.9 (67,8)                   | 19.9 (67,8)                   | 19.3 (66,7)                   | 19.3 (66,7)                   | 19.2 (66,6)                   | 19.6 (67,3)                   | 19.5 (67,1)                   | 19,78 (67,61)                 |
| Minima istorică °C (°F)                                                             | 14 (57)                       | 15 (59)                       | 16 (61)                       | 15 (59)                       | 16 (61)                       | 15 (59)                       | 16 (61)                       | 16 (61)                       | 15 (59)                       | 15 (59)                       | 17 (63)                       | 16 (61)                       | 14 (57)                       |
| Precipitații mm (inches)                                                            | 19.0 (0.748)                  | 42.8 (1.685)                  | 124.9 (4.917)                 | 171.3 (6.744)                 | 199.3 (7.846)                 | 157.1 (6.185)                 | 74.2 (2.921)                  | 113.7 (4.476)                 | 232.3 (9.146)                 | 293.6 (11.559)                | 94.3 (3.713)                  | 18.6 (0.732)                  | 1.541,1 (60,673)              |
| Umiditate [%]                                                                       | 79.5                          | 79.5                          | 81.0                          | 82.0                          | 84.0                          | 85.0                          | 85.5                          | 86.0                          | 85.5                          | 85.0                          | 82.0                          | 79.0                          | 82,83                         |
| Nr. de zile cu precipitații (≥ 0.1 mm)                                              | 3                             | 4                             | 12                            | 14                            | 17                            | 14                            | 11                            | 12                            | 20                            | 23                            | 11                            | 3                             | 144                           |
| Ore însorite                                                                        | 170.5                         | 180.8                         | 170.5                         | 165.0                         | 167.4                         | 126.0                         | 96.1                          | 86.8                          | 102.0                         | 130.2                         | 168.0                         | 182.9                         | 1.746,2                       |
| Sursa nr. 1: World Meteorological OrganizationHong Kong Observatory (sun 1961-1990) |                               |                               |                               |                               |                               |                               |                               |                               |                               |                               |                               |                               |                               |
| Sursa nr. 2: BBC Weather                                                            |                               |                               |                               |                               |                               |                               |                               |                               |                               |                               |                               |                               |                               |

## Personalități născute aici
- Youssoufa Moukoko (n. 1990), fotbalist;
- Joel Embiid (n. 1994), baschetbalist;
- André-Frank Zambo Anguissa (n. 1995), fotbalist;
- Jeando Fuchs⁠(d) (n. 1997), fotbalist.